# Rötegrabenbach
Der Rötegrabenbach ist ein zwei Kilometer langer Bach der Hohen Schwabenalb im Zollernalbkreis in Baden-Württemberg, der nach südöstlichem bis südlichem Lauf zwischen Meßstetten-Tieringen und Hausen am Tann von rechts in die oberste Schlichem mündet.

## Geographie

### Verlauf
Der Rötegrabenbach entsteht gegenüber der Lochen (963,6 m ü. NHN) am Nordostabfall des Wenzelsteins (951,7 m ü. NHN), des Südostsporns des Schafbergs. Die Quelle entspringt dicht unterhalb der Wüstung des Lochenhofes auf etwa 857 m ü. NHN im Hangwald, wenig unterhalb des Sträßchens, das zuvor von Hausen am Tann im Schlichemtal und dessen Gehöft Oberhausen zum Mittelhang des Wenzelsteins ansteigt und dann die obere Talmulde des Bachs zur L 440 an der Lochen hin umrundet.
Der Bach fließt zunächst fast ostwärts 200 Meter hangabwärts, bis er die südöstlicher verlaufende Tiefenlinie seines Tals erreicht hat, und erfährt dabei Zufluss von kurzen Quellabflüssen von links. Er unterquert einen Feldweg und zieht danach in der Talmitte südostwärts weiter durch den Wald. Einen halben Kilometer nach seinem Ursprung tritt links ein Waldweg an seine Seite, beide laufen dann nebeneinander in südsüdöstlicher bis südlicher Richtung. Am Zufluss eines halbkilometerlangen Hangbachs von links durch den Wald Kuhwasen vom Hang des Bühls herab quert der Weg den Rötegrabenbach und entfernt sich dann über den Bach hinweg zum südwestlich am rechten Talhang stehenden Einzelanwesen Oberhausen.
Rechtsseits des selbst in voriger Richtung weiterlaufenden, weiterhin von einer Baumgalerie begleiteten Baches liegen nun die Hangwiesen um Oberhausen, während links noch etwas länger Hangwald steht, bis auch dort die Wiesen um den Tieringer Birkenhof einsetzen. Kurz danach mündet von Nordwesten her der längste Zufluss, der seinen Lauf zwischen dem südlichen Schafbergsporn und dem Wenzelstein beginnt und bei Oberhausen einen Teich durchläuft. Weiter abwärts mündet zu Füßen des Birkenhofes von der anderen Seite der am Südhang des Bühls entstehende Mittelriedgraben. Am Zufluss knickt der Bachlauf ein letztes Mal nunmehr nach Südwesten ab, die steile Bachkerbe ist nun etwa hundert Meter breit und von Wald erfüllt. Weniger als einen halben Kilometer später mündet er auf etwa 743 m ü. NHN von rechts zwischen Tieringen und Hausen am Tann, deren Gemarkungen er schon seit dem Mittellauf voneinander scheidet, in die dort erst weniger als vier Kilometer lange Schlichem.
Der Rötegrabenbach mündet nach einem 2,0 km langen Lauf mit mittlerem Sohlgefälle von etwa 58 ‰ rund 114 Höhenmeter unterhalb seines Ursprungs.

### Einzugsgebiet
Das Einzugsgebiet des Rötegrabenbach ist etwa 3,0 km² groß. Es liegt, naturräumlich gesehen, zur Gänze im Unterraum Hohe Schwabenalb der Schwäbischen Alb. Sein höchster Punkt liegt an seinem Nordrand auf dem 999,3 m ü. NHN hohen Gipfel des Schafbergs, jenseits dessen am Abfall zum Eyachtal der Unterraum Schlichem- und Eyach-Albrandbucht im Mittleren Teil des Westlichen Albvorlandes einsetzt.
Das Einzugsgebiet ist umstanden von einem Halbring von Bergen der Schwäbischen Alb, die im Norden Teil des zur anderen Seite hin abfallenden Albtraufs sind. Der Schafberg mit seiner teilweise recht breiten Hochfläche, die größtenteils zum Rötegrabenbach her entwässert, erstreckt sich von seiner Südspitze westlich von Oberhausen lange nordwärts, er hat nahe an seinem Südsporn eine Höhe von 989,1 m ü. NHN und erreicht am Nordwesteck des Einzugsgebietes eine von 999,3 m ü. NHN. Von dort ragt sein 951,7 m ü. NHN hoher Südostsporn Wenzelstein ein Stück weit ins Innere des Einzugsgebietes und trennt dabei die Täler des oberen Rötegrabenbachs und seines größten Zuflusses. Über einen ostwärts verbindenden Sattel hängt der Schafberg mit der Lochen beziehungsweise dem Lochenstein (963,6 m ü. NHN) zusammen und dieser über einen weiteren Sattel, den der Lochenpass quert, mit dem Bühl (953,6 m ü. NHN) am Nordosteck, dessen Hochfläche etwas stärker als die des Schafbergs und südsüdostwärts bis an den Rand des Schlichemtals einfällt.
Reihum liegen die Einzugsgebiete der folgenden Nachbargewässer:
- Jenseits der nördlichen Wasserscheide entspringen zum Eyach-Zufluss Beutenbach entwässernde Hangbäche, nämlich dessen linker Oberlauf Lochenbach, der Sulzbach zum Mohlenbach und der rechte Beutenbach-Oberlauf (oder -Zufluss) Mohlenbach selbst;
- im Osten liegt das Quellgebiet der Schlichem;
- im Südwesten läuft dieser oberhalb des Rötegrabenbachs nur ein kurzer Zufluss von rechts zu;
- im Westen strebt der Waldhausbach in etwa selber Richtung wie der Rötegrabenbachs zur Schlichem in Hausen am Tann und
- im Nordwesten entwässert der Wettbach über die Steinach nun wieder zur Eyach.

Der westliche und mittlere Teil des Einzugsgebietes gehört zur Gemeinde Hausen am Tann, darin liegt als einziger Siedlungsplatz das Einzelanwesen Oberhausen. Der früher nahe dem Bachursprung stehende Hausener Lochenhof wurde am Ende des Zweiten Weltkriegs zerstört. Im kleineren östlichen, zum Meßstettener Stadtteil Tieringen gehörenden Teil des Gebietes gibt es nur den kleinen Siedlungsplatz Birkenhof. Die Jugendherberge Lochen steht an der nördlichen Wasserscheide dicht am Lochenpass, wo die Gebiete der Kommunen Hausen, Meßstetten und Balingen zusammenstoßen.
Ein großer Teil der Fläche ist bewaldet, teils an den Sätteln zwischen den umstehenden Bergen und fast durchweg an den Oberhängen des Tales, während die Hochflächen meist offen sind und um Oberhausen eine große sowie um den Birkenhof eine kleinere Rodungsinsel liegt. Ein Vergleich mit einer Karte vom Anfang des 20. Jahrhunderts zeigt, dass seitdem viele zuvor offene Hangflächen aufgeforstet wurden.

### Zuflüsse und Seen
Hierarchische Liste der Zuflüsse und  Seen, jeweils von der Quelle zur Mündung. Gewässerlänge, Seefläche, Einzugsgebiet und Höhe nach den entsprechenden Layern auf der Onlinekarte der LUBW. Andere Quellen für die Angaben sind vermerkt.
Ursprung des Rötegrabenbachs auf etwa 857 m ü. NHN am Nordostabhang des Wenzelsteins und gegenüber der Lochen.
- (Zufluss vom Bühl), von links und Nordosten auf etwa 780 m ü. NHN etwa 0,5 km nordöstlich von Hausen am Tann-Oberhausen, ca. 0,5 km[LUBW 6] und etwas über 0,2 km². Entsteht auf etwa 855 m ü. NHN im Wald Kuhwasen am Westhang des Bühls nahe der L 440 Weilstetten-Tierbach.
- (Zufluss vom Fuß des Wenzelsteins), von rechts und Nordwesten auf etwa 775 m ü. NHN rund hundert Meter nach dem vorigen, ca. 0,2 km und ca. 0,1 km².[LUBW 3] Entsteht auf etwa 788 m ü. NHN am Waldrand.
- (Zufluss an Oberhausen vorbei), von rechts und Nordwesten auf etwa 761 m ü. NHN etwa 0,5 km ostsüdöstlich von Oberhausen, 1,2 km und ca. 1,0 km². Entsteht auf etwa 847 m ü. NHN in seinem Obertal zwischen südlichem Schafberg rechts und Wenzelstein links.
  - (Anderer Quellarm), von rechts und Nordwesten auf etwa 789 m ü. NHN etwa 0,2 km nördlich von Oberhausen, ca. 0,4 km[LUBW 6] und etwas über 0,1 km². Entsteht auf etwa 835 m ü. NHN am Osthang des Schafbergs.
  -  Durchfließt auf etwa 781 m ü. NHN etwa 0,2 km östlich von Oberhausen einen Teich, etwa 0,2 ha.
- Mittelriedgraben, von links und Nordosten auf etwa 754 m ü. NHN zu Füßen des auf dem aufwärtigen Mündungssporn stehenden Tieringer Birkenhofs, 0,7 km und ca. 0,5 km². Entsteht auf etwa 840 m ü. NHN am Südhang des Bühls etwas über der L 440 und durchläuft unterhalb der Straße anfangs das Waldstück Mittelried.

Mündung des Rötegrabenbachs von rechts und zuallerletzt Nordosten auf etwa 743 m ü. NHN zwischen Meßstetten-Tieringen und Hausen am Tann an der Gemeindegrenze in die oberste Schlichem. Der Rötegrabenbach ist 2,0 km lang und hat ein ca. 3,0 km² großes Einzugsgebiet.

## Geologie
Die anstehenden Schichten reichen auf den die Talbucht umstehenden Bergen bis hinauf zur Lochen-Formation des Weißjuras. Die höchsten Quellen entspringen am Hang wenig über oder unter der Ausstrichgrenze zwischen der Impressamergel-Formation des Weißjuras und der Ornatenton-Formation des Braunjuras darunter. Die tiefer anstehenden mesozoischen Schichten reichen dann über drei weitere Formationen hinab bis zur Wedelsandstein-Formation des Braunjuras im untersten Tal und an der Mündung. An den Hängen liegt weithin Schutt. Der Bach läuft schon bald inmitten eines holozänen Abschwemmsedimentbandes.

## Natur und Schutzgebiete
Der Rötegrabenbach läuft bald in einem etwa meterbreiten Bett mit sandigem oder steinigem Sediment. Oft ist es bis einen Meter tief eingegraben. Er hat anfangs geraden oder nur leicht schlängelnden Lauf, weiter abwärts fließt er gewunden zwischen kleinen Gleit- und Prallufern, zuletzt ist er bis zu fünf Meter breit.
Am ersten merklichen Zufluss von links vom Hang des Bühls her steht Schilf, kleine Rinnsale von Hangquellen laufen in Geländesenken zu. Das Gebiet ist als Naturdenkmal ausgewiesen.
Auch am ersten rechten Zufluss entlang der Waldgrenze zur Wiesenflur um Oberhausen steht Schilf, daneben gibt es auch alte Weidengebüsche, die von Erlen und Eschen überragt werden. Schwarz-Erlen folgen nach diesem Zufluss auch dem Rötegrabenbach, der nun rechtsseits an offenes Terrain grenzt.
Der Zufluss an Oberhausen vorbei aus dem offenen Flur entsteht in Feuchtgebieten, seine Oberläufe sind teilweise verdolt. Im langgezogenen Einlaufbereich des von ihm am Gehöft durchflossenen Weihers steht auf großer Fläche Schilfröhricht. Unterhalb des Weihers begleitet diesen dort etwa zwei Meter breiten und sich schlängelnden Zufluss des Rötegrabenbachs eine Auwaldgalerie.
Der letzte Zufluss Mittelriedgraben nimmt aus einer Hangweide nordöstlich des Birkenhofs einige Rinnsale auf, die Sickerquellen entspringen und ihm in lehmigen Wiesenrinnen zulaufen. Weiter abwärts in seinem bewaldeten Unterlauftälchen ist er bis zu anderthalb Meter breit.
Die Hochflächen von Schafberg, Wetzelstein und Lochen und die oberen Abhänge von ihnen, insgesamt etwa ein Sechstel des Einzugsgebietes, liegen im Naturschutzgebiet Schafberg-Lochenstein, das zugleich Waldschutzgebiet ist. Das übriges Gebiet gehört zum Landschaftsschutzgebiet Großer Heuberg. Ein Wasserschutzgebiet um eine Quelle im Gewann Wittum am Albtrauf jenseits der nördlichen Wasserscheide reicht auf den nördlichen Schafberg herüber. Das gesamte Gebiet liegt im Naturpark Obere Donau.

### LUBW
Amtliche Online-Gewässerkarte mit passendem Ausschnitt und den hier benutzten Layern: Lauf und Einzugsgebiet des Rötegrabenbachs

Allgemeiner Einstieg ohne Voreinstellungen und Layer: Daten- und Kartendienst der Landesanstalt für Umwelt Baden-Württemberg (LUBW) (Hinweise)
1. 1 2 3 4  Höhe nach dem Höhenlinienbild auf dem Hintergrundlayer Topographische Karte.
2. 1 2  Länge nach dem Layer Gewässernetz (AWGN).
3. 1 2 3  Einzugsgebiet abgemessen auf dem Hintergrundlayer Topographische Karte.
4. 1 2 3  Höhe nach grauer Beschriftung auf dem Hintergrundlayer Topographische Karte.
5. ↑  Seefläche nach dem Layer Stehende Gewässer.
6. 1 2  Länge abgemessen auf dem Hintergrundlayer Topographische Karte.
7. ↑  Schutzgebiete nach den einschlägigen Layern, Natur teilweise nach dem Layer Biotop.

### Andere Belege
1. ↑  Friedrich Huttenlocher: Geographische Landesaufnahme: Die naturräumlichen Einheiten auf Blatt 178 Sigmaringen. Bundesanstalt für Landeskunde, Bad Godesberg 1959. → Online-Karte (PDF; 4,3 MB)
2. ↑  Frühere Bodennutzung nach der Flächenauszeichnung des Meßtischblattes 7719 Balingen/Thanheim von 1911 in der Deutschen Fotothek
3. ↑  Geologie nach den Layern zu Geologische Karte 1:50.000 auf: Mapserver des Landesamtes für Geologie, Rohstoffe und Bergbau (LGRB) (Hinweise)